# Цикл женских турниров ITF 2014 (октябрь — декабрь)
Цикл женских турниров ITF 2014 (англ. 2014 ITF Women's Circuit) — ежегодный женский тур профессиональных теннисистов, проводимый Международной федерацией тенниса.
Статья содержит результаты последней четверти года — с октября по декабрь.

## Расписание

### Легенда
| Призовой фонд |
| 100.000 USD   |
| 75.000 USD    |
| 50.000 USD    |
| 25.000 USD    |
| 15.000 USD    |
| 10.000 USD    |

## Неделя 41
| Дата начала | Турнир                                          | Чемпионки (Счёт финала)                              | Финалистки                         |
| ----------- | ----------------------------------------------- | ---------------------------------------------------- | ---------------------------------- |
| 6 октября   | Албена, Болгария $10,000 — Грунт Турнир 2014    | Пернилья Мендесова 7-5 6-2                           | Каролина Стухлая                   |
| 6 октября   | Албена, Болгария $10,000 — Грунт Турнир 2014    | Ленка Кунчикова Каролина Стухлая 6-2 6-4             | Юлия Хелбет Изабелла Шиникова      |
| 6 октября   | Анталья, Турция $10,000 — Хард Турнир 2014      | Катинка фон Дайхманн 6-2 6-7(6) 6-4                  | Катерина Крамперова                |
| 6 октября   | Анталья, Турция $10,000 — Хард Турнир 2014      | Е Цююй Ю Сяоди 7-6(3) 5-7 [10-6]                     | Катерина Крамперова Даяна Негряну  |
| 6 октября   | Лима, Перу $10,000 — Грунт Турнир 2014          | Натали Курата 6-1 6-1                                | Фернанда Брито                     |
| 6 октября   | Лима, Перу $10,000 — Грунт Турнир 2014          | Фернанда Брито Эдуарда Пиай 4-6 7-6(9) [10-6]        | Виктория Босио Франческа Сегарелли |
| 6 октября   | Пула, Италия $10,000 — Грунт Турнир 2014        | Клаудиа Джовине 6-3 6-3                              | Яннеке Виккеринк                   |
| 6 октября   | Пула, Италия $10,000 — Грунт Турнир 2014        | Лиза Сабино Анна Шефер 6-4 5-7 [10-6]                | Анна Клазен Шарлотта Клазен        |
| 6 октября   | Шарм-эш-Шейх, Египет $10,000 — Хард Турнир 2014 | Нурия Паррисас-Диас 6-4 6-3                          | Воислава Лукич                     |
| 6 октября   | Шарм-эш-Шейх, Египет $10,000 — Хард Турнир 2014 | Шармада Балу Ван Сияо 7-5 2-6 [11-9]                 | Хэрриет Дарт Эден Сильва           |
| 6 октября   | Шымкент, Казахстан $10,000 — Грунт Турнир 2014  | Софья Жук 6-2 6-4                                    | Маргарита Лазарева                 |
| 6 октября   | Шымкент, Казахстан $10,000 — Грунт Турнир 2014  | Альбина Хабибулина Екатерина Клюева 6-4 6-4          | Дарья Лодикова Полина Пехова       |
| 6 октября   | Кэрнс, Австралия $15,000 — Хард Турнир 2014     | Аяка Окуно 6-1 7-5                                   | Эллен Альгурин                     |
| 6 октября   | Кэрнс, Австралия $15,000 — Хард Турнир 2014     | Джессика Мур Эбби Майерс 6-2 6-2                     | Элисон Бэй Аяка Окуно              |
| 6 октября   | Бангкок, Таиланд $25,000 — Хард Турнир 2014     | Дарья Гаврилова 7-6(4) 6-3                           | Сабина Шарипова                    |
| 6 октября   | Бангкок, Таиланд $25,000 — Хард Турнир 2014     | Лю Чан Лу Цзинцзин 6-4 6-3                           | Дарья Гаврилова Ирина Хромачёва    |
| 6 октября   | Рок-Хилл, США $25,000 — Хард Турнир 2014        | Кэтрин Беллис 6-4 6-0                                | Лорен Эмбри                        |
| 6 октября   | Рок-Хилл, США $25,000 — Хард Турнир 2014        | Синди Бургер Шэрон Фичмен 4-6 6-1 [10-6]             | Деспина Папамихаил Янина Толян     |
| 6 октября   | Монтеррей, Мексика $50,000 — Хард Турнир 2014   | Ан-Софи Местах 6-3 7-5                               | Лурдес Домингес Лино               |
| 6 октября   | Монтеррей, Мексика $50,000 — Хард Турнир 2014   | Лурдес Домингес Лино Мариана Дуке-Мариньо 6-3 7-6(4) | Элизе Мертенс Аранча Рус           |

## Неделя 42
| Дата начала | Турнир                                            | Чемпионки (Счёт финала)                              | Финалистки                                           |
| ----------- | ------------------------------------------------- | ---------------------------------------------------- | ---------------------------------------------------- |
| 13 октября  | Анталья, Турция $10,000 — Хард Турнир 2014        | Катинка фон Дайхманн 4-6 7-6(4) 6-4                  | Даяна Негряну                                        |
| 13 октября  | Анталья, Турция $10,000 — Хард Турнир 2014        | Агата Бараньская Клотильда де Бернарди 6-3 6-3       | Катарина Херинг Йейни Схепенс                        |
| 13 октября  | Ираклион, Греция $10,000 — Хард Турнир 2014       | Виктория Кужмова 6-4 6-3                             | Барбара Хаас                                         |
| 13 октября  | Ираклион, Греция $10,000 — Хард Турнир 2014       | Юми Накано Юлия Стаматова 6-1 6-2                    | Анита Гусарич Летисия Сарразан                       |
| 13 октября  | Лима, Перу $10,000 — Грунт Турнир 2014            | Бьянка Ботто 6-3 6-4                                 | Камила Джангреко Кампис                              |
| 13 октября  | Лима, Перу $10,000 — Грунт Турнир 2014            | Фернанда Брито Эдуарда Пиай 7-6(0) 6-4               | Мария Паулина Перес-Гарсия Паула Андреа Перес-Гарсия |
| 13 октября  | Пула, Италия $10,000 — Грунт Турнир 2014          | Коринна Дентони 6-3 6-3                              | Анна Клазен                                          |
| 13 октября  | Пула, Италия $10,000 — Грунт Турнир 2014          | Анна Клазен Шарлотта Клазен 6-2 6-3                  | Диана Бузян Ралука Елена Платон                      |
| 13 октября  | Шарм-эш-Шейх, Египет $10,000 — Хард Турнир 2014   | Нурия Паррисас-Диас 6-2 6-4                          | Марианна Закарлюк                                    |
| 13 октября  | Шарм-эш-Шейх, Египет $10,000 — Хард Турнир 2014   | Диана Боголий Анастасия Харченко 6-3 6-1             | Ола Абу Зекри Екатерина Яшина                        |
| 13 октября  | Тувумба, Австралия $15,000 — Хард Турнир 2014     | Эллен Альгурин 6-1 6-3                               | Джессика Мур                                         |
| 13 октября  | Тувумба, Австралия $15,000 — Хард Турнир 2014     | Джессика Мур Эбби Майерс 6-3 6-3                     | Лизетта Кабрера Присцилла Хон                        |
| 13 октября  | Бангкок, Таиланд $25,000 — Хард Турнир 2014       | Елизавета Куличкова 6-1 6-0                          | Лесли Керкхове                                       |
| 13 октября  | Бангкок, Таиланд $25,000 — Хард Турнир 2014       | Варатчая Вонгтинчай Варуня Вонгтинчай 6-2 5-7 [10-7] | Мартина Борецкая Лесли Керкхове                      |
| 13 октября  | Коян, Южная Корея $25,000 — Хард Турнир 2014      | Магда Линетт 6-3 3-6 6-3                             | Рената Ворачова                                      |
| 13 октября  | Коян, Южная Корея $25,000 — Хард Турнир 2014      | Хон Хён Хи Ли Со Ра 6-4 6-2                          | Хан Сун Хе Ли Хе Мин                                 |
| 13 октября  | Макинохара, Япония $25,000 — Трава Турнир 2014    | Татьяна Мария 6-1 6-2                                | Сюко Аояма                                           |
| 13 октября  | Макинохара, Япония $25,000 — Трава Турнир 2014    | Татьяна Мария Мики Миямура 6-3 6-1                   | Макото Ниномия Мари Танака                           |
| 13 октября  | Флоренс, США $25,000 — Хард Турнир 2014           | Кэтрин Беллис 6-2 6-1                                | Исалин Бонавентюре                                   |
| 13 октября  | Флоренс, США $25,000 — Хард Турнир 2014           | Джейми Лёб Саназ Маранд 6-3 7-6(5)                   | Даниэлла Лао Кэри Вонг                               |
| 13 октября  | Жуэ-ле-Тур, Франция $50,000 — Хард(i) Турнир 2014 | Карина Виттхёфт 6-3 7-6(6)                           | Урсула Радваньская                                   |
| 13 октября  | Жуэ-ле-Тур, Франция $50,000 — Хард(i) Турнир 2014 | Стефани Форетц Амандин Эсс Без игры                  | Альберта Брианти Мария Елена Камерин                 |
| 13 октября  | Тампико, Мексика $50,000 — Хард Турнир 2014       | Мариана Дуке-Мариньо 3-6 6-1 7-6(4)                  | Ан-Софи Местах                                       |
| 13 октября  | Тампико, Мексика $50,000 — Хард Турнир 2014       | Петра Мартич Мария Санчес 3-6 6-3 [10-2]             | Катерина Бондаренко Валерия Савиных                  |

## Неделя 43
| Дата начала | Турнир                                                                                          | Чемпионки (Счёт финала)                                | Финалистки                           |
| ----------- | ----------------------------------------------------------------------------------------------- | ------------------------------------------------------ | ------------------------------------ |
| 20 октября  | Анталья, Турция $10,000 — Хард Турнир 2014                                                      | Йесика Малечкова 6-3 6-3                               | Шеразад Ре                           |
| 20 октября  | Ираклион, Греция $10,000 — Хард Турнир 2014                                                     | Река-Луца Яни 6-4 3-6 7-6(6)                           | Барбара Хаас                         |
| 20 октября  | Ираклион, Греция $10,000 — Хард Турнир 2014                                                     | Река-Луца Яни Юлия Стаматова 6-4 6-4                   | Анна Бондарь Далма Галфи             |
| 20 октября  | Лима, Перу $10,000 — Грунт Турнир 2014                                                          | Бьянка Ботто 6-3 6-1                                   | Констанса Вега                       |
| 20 октября  | Лима, Перу $10,000 — Грунт Турнир 2014                                                          | София Луини Гваделупа Перес Рохас 6-4 6-3              | Сесилия Коста Мельжар Натали Курата  |
| 20 октября  | Перейра, Колумбия $10,000 — Грунт Турнир 2014                                                   | Андреа Кох Бенвенуто 7-6(1) 6-2                        | Николь Френкель                      |
| 20 октября  | Перейра, Колумбия $10,000 — Грунт Турнир 2014                                                   | Виктория Босио Бранди Мина 7-6(3) 6-4                  | Ана Мадкур Наталья Росси             |
| 20 октября  | Пула, Италия $10,000 — Грунт Турнир 2014                                                        | Диана Бузян 6-2 6-4                                    | Мартина Спигарелли                   |
| 20 октября  | Пула, Италия $10,000 — Грунт Турнир 2014                                                        | Диана Бузян Ралука Елена Платон 6-2 7-5                | Ингер ван Дейкман Яннеке Викеринк    |
| 20 октября  | Стокгольм, Швеция $10,000 — Хард(i) Турнир 2014                                                 | Наоми Кавадей 7-6(3) 6-4                               | Таисия Мордергер                     |
| 20 октября  | Стокгольм, Швеция $10,000 — Хард(i) Турнир 2014                                                 | Анетта Мунозова Виктория Мунтян 2-6 6-4 [10-8]         | Тамара Чурович Маргарита Лазарева    |
| 20 октября  | Шарм-эш-Шейх, Египет $10,000 — Хард Турнир 2014                                                 | Полина Лейкина 6-2 6-0                                 | Джил Тайхманн                        |
| 20 октября  | Шарм-эш-Шейх, Египет $10,000 — Хард Турнир 2014                                                 | Диана Боголий Полина Лейкина 6-2 6-1                   | Джулия Бруццоне Елена-Теодора Кадар  |
| 20 октября  | Пхукет, Таиланд $15,000 — Хард(i) Турнир 2014                                                   | Ирина Рамьялизон 6-4 5-7 6-4                           | Сюнь Фанъин                          |
| 20 октября  | Пхукет, Таиланд $15,000 — Хард(i) Турнир 2014                                                   | Нича Летпитаксинчай Пеангтарн Плипыч 7-6(0) 2-6 [10-4] | Александра Корашвили Алёна Сотникова |
| 20 октября  | Перт, Австралия $25,000 — Хард Турнир 2014                                                      | Ребекка Петерсон 6-3 6-0                               | Хироко Кувата                        |
| 20 октября  | Перт, Австралия $25,000 — Хард Турнир 2014                                                      | Вероника Капшай Ализе Лим 6-2 2-6 [10-7]               | Джессика Мур Эбби Майерс             |
| 20 октября  | Сьюдад-Виктория, Мексика $25,000 — Хард Турнир 2014                                             | Диана Марцинкевич 6-7(2) 6-3 6-1                       | Паула Бадоса Хиберт                  |
| 20 октября  | Сьюдад-Виктория, Мексика $25,000 — Хард Турнир 2014                                             | Мари-Фернанда Алвес Патрича Мария Циг 6-1 6-2          | Каролина Бетанкур Ленка Винерова     |
| 20 октября  | Хамамацу, Япония $25,000 — Ковёр Турнир 2014                                                    | Рико Саваянаги 2-6 6-2 6-3                             | Дзюнри Намигата                      |
| 20 октября  | Хамамацу, Япония $25,000 — Ковёр Турнир 2014                                                    | Татьяна Мария Мики Миямура 5-7 6-2 [10-5]              | Макото Ниномия Мари Танака           |
| 20 октября  | Мейкон, США $50,000 — Хард Турнир 2014                                                          | Катерина Бондаренко 6-4 7-5                            | Грейс Мин                            |
| 20 октября  | Мейкон, США $50,000 — Хард Турнир 2014                                                          | Мэдисон Бренгл Алекса Глатч 6-0 7-5                    | Анна Татишвили Эшли Вейнхольд        |
| 20 октября  | Сагеней, Канада $50,000 — Хард(i) Турнир 2014                                                   | Жюли Куэн 7-5 6-3                                      | Йована Якшич                         |
| 20 октября  | Сагеней, Канада $50,000 — Хард(i) Турнир 2014                                                   | Исалин Бонавентюре Никола Слейтер 6-4 6-4              | Соня Молнар Кейтлин Хуриски          |
| 20 октября  | Вьеннский международный женский теннисный турнир Пуатье, Франция $100,000 — Хард(i) Турнир 2014 | Тимея Бабош 6-3 4-6 7-5                                | Осеан Додан                          |
| 20 октября  | Вьеннский международный женский теннисный турнир Пуатье, Франция $100,000 — Хард(i) Турнир 2014 | Андреа Главачкова Луция Градецкая 6-1 7-5              | Катажина Питер Марина Заневская      |

## Неделя 44
| Дата начала | Турнир                                                                        | Чемпионки (Счёт финала)                            | Финалистки                                 |
| ----------- | ----------------------------------------------------------------------------- | -------------------------------------------------- | ------------------------------------------ |
| 27 октября  | Беникарло, Испания $10,000 — Грунт Турнир 2014                                | Андреа Гамис 6-3 6-1                               | Александра Нанкэрроу                       |
| 27 октября  | Беникарло, Испания $10,000 — Грунт Турнир 2014                                | Алёна Большова-Задойнов Андреа Гамис 6-4 6-1       | Инес Феррер-Суарес Александра Нанкэрроу    |
| 27 октября  | Ираклион, Греция $10,000 — Хард Турнир 2014                                   | Далма Галфи 6-3 6-0                                | Юлия Грабхер                               |
| 27 октября  | Ираклион, Греция $10,000 — Хард Турнир 2014                                   | Ралука Шербан Оана Джорджета Симон 6-4 6-2         | Наталья Костич Невена Селакович            |
| 27 октября  | Лафборо, Великобритания $10,000 — Хард(i) Турнир 2014                         | Эми Ботелл 6-7(6) 6-1 7-6(3)                       | Шеразад Ре                                 |
| 27 октября  | Лафборо, Великобритания $10,000 — Хард(i) Турнир 2014                         | Мартина Борецкая Шеразад Ре 6-3 6-2                | Эми Ботелл Люси Браун                      |
| 27 октября  | Осло, Норвегия $10,000 — Хард(i) Турнир 2014                                  | Эмма Флуд 6-3 6-3                                  | Тесс Суньо                                 |
| 27 октября  | Осло, Норвегия $10,000 — Хард(i) Турнир 2014                                  | Алекса Гуарачи Нина Стоянович 6-4 7-6(7)           | Марина Колб Надежда Колб                   |
| 27 октября  | Перейра, Колумбия $10,000 — Грунт Турнир 2014                                 | Лилла Барзо 6-4 6-2                                | Андреа Кох Бенвенуто                       |
| 27 октября  | Перейра, Колумбия $10,000 — Грунт Турнир 2014                                 | Анна Броган Мария Фернанда Эрасо Гонсалес 6-3 6-2  | Мариариэни Гутьеррес Александра Валенстейн |
| 27 октября  | Пула, Италия $10,000 — Грунт Турнир 2014                                      | Мартина Карегаро 6-4 6-4                           | Стефания Рубини                            |
| 27 октября  | Пула, Италия $10,000 — Грунт Турнир 2014                                      | Джорджа Брешиа Лиза Сабино 6-4 6-3                 | Камилла Шели Марчелла Кукка                |
| 27 октября  | Стокгольм, Швеция $10,000 — Хард(i) Турнир 2014                               | Наоми Кавадей 5-7 6-3 6-3                          | Маргарита Лазарева                         |
| 27 октября  | Стокгольм, Швеция $10,000 — Хард(i) Турнир 2014                               | Тамара Чурович Маргарита Лазарева 6-3 7-6(3)       | Нора Нидмерс Каролина Ибелхёр              |
| 27 октября  | Пхукет, Таиланд $15,000 — Хард(i) Турнир 2014                                 | Ирина Рамьялизон 6-3 6-0                           | Кэти Боултер                               |
| 27 октября  | Пхукет, Таиланд $15,000 — Хард(i) Турнир 2014                                 | Нича Летпитаксинчай Пеангтарн Плипыч 7-5 6-3       | Камонван Буаям Ли Бэйцзи                   |
| 27 октября  | Маргарет-Ривер, Австралия $25,000 — Хард Турнир 2014                          | Тереза Мрдежа 6-3 6-3                              | Ребекка Петерсон                           |
| 27 октября  | Маргарет-Ривер, Австралия $25,000 — Хард Турнир 2014                          | Мияби Иноуэ Варатчая Вонгтинчай 4-6 6-4 [10-3]     | Каролина Даниэльс Лаура Шедер              |
| 27 октября  | Стамбул, Турция $25,000 — Хард(i) Турнир 2014                                 | Барбора Крейчикова 6-1 6-4                         | Виктория Голубич                           |
| 27 октября  | Стамбул, Турция $25,000 — Хард(i) Турнир 2014                                 | Ксения Кнолль Ипек Сойлу 6-2 6-4                   | Айла Аксу Муге Топсел                      |
| 27 октября  | Шарм-эш-Шейх, Египет $25,000 — Хард Турнир 2014                               | Маргарита Гаспарян 6-3 6-0                         | Елица Костова                              |
| 27 октября  | Шарм-эш-Шейх, Египет $25,000 — Хард Турнир 2014                               | Аличе Маттеуччи Элизе Мертенс 6-7(1) 7-6(4) [10-6] | Йоана Лоредана Рошка Юлия Терзийская       |
| 27 октября  | Нью-Браунфелс, США $50,000 — Хард Турнир 2014                                 | Ирина Фалькони 7-6(3) 6-2                          | Джаннифер Бреди                            |
| 27 октября  | Нью-Браунфелс, США $50,000 — Хард Турнир 2014                                 | Вероника Сепеде Роиг Мариана Дуке-Мариньо 6-0 6-3  | Алекса Глатч Бернарда Пера                 |
| 27 октября  | Tevlin Women's Challenger Торонто, Канада $50,000 — Хард(i) Турнир 2014       | Габриэла Дабровски 6-4 2-6 7-6(7)                  | Мария Санчес                               |
| 27 октября  | Tevlin Women's Challenger Торонто, Канада $50,000 — Хард(i) Турнир 2014       | Мария Санчес Тейлор Таунсенд 7-5 4-6 [15-13]       | Габриэла Дабровски Татьяна Мария           |
| 27 октября  | Open GDF Suez Nantes Atlantique Нант, Франция $50,000+H — Хард(i) Турнир 2014 | Катерина Синякова 7-5 6-2                          | Унс Джабир                                 |
| 27 октября  | Open GDF Suez Nantes Atlantique Нант, Франция $50,000+H — Хард(i) Турнир 2014 | Людмила Киченок Надежда Киченок 6-2 6-3            | Стефани Форетц Амандин Эсс                 |

## Неделя 45
| Дата начала | Турнир                                                   | Чемпионки (Счёт финала)                           | Финалистки                           |
| ----------- | -------------------------------------------------------- | ------------------------------------------------- | ------------------------------------ |
| 3 ноября    | Анталья, Турция $10,000 — Грунт Турнир 2014              | Ирина Мария Бара 6-3 6-2                          | Мелис Сезер                          |
| 3 ноября    | Анталья, Турция $10,000 — Грунт Турнир 2014              | Ирина Мария Бара Мелис Сезер Без игры             | Лиза Пономарь Шахло Сайдова          |
| 3 ноября    | Винарос, Испания $10,000 — Грунт Турнир 2014             | Аманда Каррерас 6-4 6-1                           | Диана Сумова                         |
| 3 ноября    | Винарос, Испания $10,000 — Грунт Турнир 2014             | Эльке Лемменс Ариадна Марти Римбау 6-3 4-6 [11-9] | Ивонн Квалле-Реймерс Аличе Саворетти |
| 3 ноября    | Ираклион, Греция $10,000 — Хард Турнир 2014              | Далма Галфи 6-2 4-6 7-6(4)                        | Валентини Грамматикопулу             |
| 3 ноября    | Ираклион, Греция $10,000 — Хард Турнир 2014              | Анна Бондарь Далма Галфи 4-6 6-3 [10-8]           | Мартина Башич Тена Лукас             |
| 3 ноября    | Касабланка, Марокко $10,000 — Грунт Турнир 2014          | Ана Савич 6-0 6-3                                 | Валентина Куликова                   |
| 3 ноября    | Касабланка, Марокко $10,000 — Грунт Турнир 2014          | Инес Мурта Ольга Паррес Аскойтия 6-3 6-4          | Мартина Качотти Сильвия Нирич        |
| 3 ноября    | Осло, Норвегия $10,000 — Хард(i) Турнир 2014             | Карен Барбат 6-2 6-2                              | Корнелия Листер                      |
| 3 ноября    | Осло, Норвегия $10,000 — Хард(i) Турнир 2014             | Алекса Гуарачи Дарья Лодикова 6-3 2-6 [10-6]      | Марина Колб Надежда Колб             |
| 3 ноября    | Пула, Италия $10,000 — Грунт Турнир 2014                 | Анна Шефер 6-0 6-3                                | Клаудиа Джовине                      |
| 3 ноября    | Пула, Италия $10,000 — Грунт Турнир 2014                 | Джорджа Брешиа Мартина Карегаро 3-6 6-4 [10-6]    | Лиза Сабино Анна Шефер               |
| 3 ноября    | Сус, Тунис $10,000 — Хард Турнир 2014                    | Анна Клазен 4-6 7-5 6-4                           | Мэнди Вагемакер                      |
| 3 ноября    | Сус, Тунис $10,000 — Хард Турнир 2014                    | Натела Дзаламидзе Янина Толян 6-2 6-1             | Франческа Стефенсон Мэнди Вагемакер  |
| 3 ноября    | Бат, Великобритания $25,000 — Хард(i) Турнир 2014        | Штефани Фогт 6-3 7-6(3)                           | Альберта Брианти                     |
| 3 ноября    | Бат, Великобритания $25,000 — Хард(i) Турнир 2014        | Лесли Керкхове Ксения Кнолль 6-3 6-1              | Барбара Бонич Пемра Озген            |
| 3 ноября    | Шарм-эш-Шейх, Египет $25,000 — Хард Турнир 2014          | Евгения Родина 6-2 6-2                            | Лаура Зигемунд                       |
| 3 ноября    | Шарм-эш-Шейх, Египет $25,000 — Хард Турнир 2014          | Антония Лоттнер Лаура Зигемунд 6-1 6-1            | Ольга Янчук Настя Колар              |
| 3 ноября    | Экёрдрвиль-Энвиль, Франция $25,000 — Хард(i) Турнир 2014 | Стефани Форетц 5-2 — отказ                        | Ангелина Калинина                    |
| 3 ноября    | Экёрдрвиль-Энвиль, Франция $25,000 — Хард(i) Турнир 2014 | Ольга Дорошина Лидия Морозова 6-3 6-3             | Фанни Карамаро Алис Рам              |
| 3 ноября    | Бендиго, Австралия $50,000 — Хард Турнир 2014            | Эри Ходзуми 7-6(5) 5-7 6-2                        | Риса Одзаки                          |
| 3 ноября    | Бендиго, Австралия $50,000 — Хард Турнир 2014            | Джессика Мур Эбби Майерс 6-4 6-0                  | Нейкта Бэйнс Каролина Влодарчак      |
| 3 ноября    | Кэптива, США $50,000 — Хард Турнир 2014                  | Эдина Галловиц-Холл 6-2 6-2                       | Петра Мартич                         |
| 3 ноября    | Кэптива, США $50,000 — Хард Турнир 2014                  | Габриэла Дабровски Анна Татишвили 6-3 6-3         | Эйжа Мухаммад Мария Санчес           |

## Неделя 46
| Дата начала | Турнир                                                                    | Чемпионки (Счёт финала)                             | Финалистки                             |
| ----------- | ------------------------------------------------------------------------- | --------------------------------------------------- | -------------------------------------- |
| 10 ноября   | Анталья, Турция $10,000 — Грунт Турнир 2014                               | Нина Алибалич 6-3 6-0                               | Кристина Шмидлова                      |
| 10 ноября   | Анталья, Турция $10,000 — Грунт Турнир 2014                               | Арина Фольц Валерия Проспери 3-6 7-6(4) [10-5]      | Ирина Мария Бара Мелис Сезер           |
| 10 ноября   | Ираклион, Греция $10,000 — Хард Турнир 2014                               | Наталья Костич 6-0 6-3                              | Тена Лукас                             |
| 10 ноября   | Ираклион, Греция $10,000 — Хард Турнир 2014                               | Наталья Седлиская Юлия Вахачик 6-2 6-7(2) [10-6]    | Анита Гусарич Марин Парто              |
| 10 ноября   | Касабланка, Марокко $10,000 — Грунт Турнир 2014                           | Сильвия Нирич 6-1 6-4                               | Амандин Казо                           |
| 10 ноября   | Касабланка, Марокко $10,000 — Грунт Турнир 2014                           | Хеорхина Гарсия-Перес Ольга Паррес-Аскойтия 6-2 6-4 | Теа Фабер Сильвия Нирич                |
| 10 ноября   | Кастельон-де-ла-Плана, Испания $10,000 — Грунт Турнир 2014                | Ольга Саес Ларра 3-6 6-1 6-2                        | Аманда Каррерас                        |
| 10 ноября   | Кастельон-де-ла-Плана, Испания $10,000 — Грунт Турнир 2014                | Алёна Большова-Задойнов Андреа Гамис 6-1 6-2        | Федерика Арчидяконо Мартина Спигарелли |
| 10 ноября   | Сус, Тунис $10,000 — Хард Турнир 2014                                     | Натела Дзаламидзе 7-6(7) 6-1                        | Шеразад Ре                             |
| 10 ноября   | Сус, Тунис $10,000 — Хард Турнир 2014                                     | Натела Дзаламидзе Александра Корашвили 6-3 6-1      | Хэрриет Дарт Франческа Стефенсон       |
| 10 ноября   | Aava Ortolääkärit Open Хельсинки, Финляндия $10,000 — Хард(i) Турнир 2014 | Эми Ботелл 6-2 6-3                                  | Тесс Суньо                             |
| 10 ноября   | Aava Ortolääkärit Open Хельсинки, Финляндия $10,000 — Хард(i) Турнир 2014 | Эмма Лайне Евгения Пашкова 6-4 6-0                  | Миа Николь Эклунд Оливия Пимия         |
| 10 ноября   | Минск, Беларусь $25,000 — Хард(i) Турнир 2014                             | Ана Врлич 3-6 6-4 7-6(7)                            | Екатерина Александрова                 |
| 10 ноября   | Минск, Беларусь $25,000 — Хард(i) Турнир 2014                             | Илона Кремень Лидия Морозова 6-3 6-4                | Ольга Дорошина София Шапатава          |
| 10 ноября   | Мумбаи, Индия $25,000 — Хард Турнир 2014                                  | Марина Мельникова 6-2 7-6(4)                        | Тадея Маерич                           |
| 10 ноября   | Мумбаи, Индия $25,000 — Хард Турнир 2014                                  | Лу Цзяцзин Анкита Райна 6-4 1-6 [11-9]              | Нича Летпитаксинчай Пеангтарн Плипыч   |
| 10 ноября   | Шарм-эш-Шейх, Египет $25,000 — Хард Турнир 2014                           | Евгения Родина 5-7 6-3 6-2                          | Лаура Зигемунд                         |
| 10 ноября   | Шарм-эш-Шейх, Египет $25,000 — Хард Турнир 2014                           | Мари Бенуа Деми Схюрс 6-4 7-5                       | Валентина Ивахненко Полина Монова      |
| 10 ноября   | Бендиго, Австралия $50,000 — Хард Турнир 2014                             | Лю Фанчжоу 6-4 6-3                                  | Риса Одзаки                            |
| 10 ноября   | Бендиго, Австралия $50,000 — Хард Турнир 2014                             | Джессика Мур Эбби Майерс 3-6 6-1 [10-6]             | Варатчая Вонгтинчай Варуня Вонгтинчай  |
| 10 ноября   | Al Habtoor Tennis Challenge Дубай, ОАЭ $75,000 — Хард Турнир 2014         | Александра Дулгеру 6-3 6-4                          | Кимико Датэ-Крумм                      |
| 10 ноября   | Al Habtoor Tennis Challenge Дубай, ОАЭ $75,000 — Хард Турнир 2014         | Виталия Дьяченко Александра Панова 3-6 6-2 [10-4]   | Людмила Киченок Ольга Савчук           |

## Неделя 47
| Дата начала | Турнир                                                                | Чемпионки (Счёт финала)                                       | Финалистки                               |
| ----------- | --------------------------------------------------------------------- | ------------------------------------------------------------- | ---------------------------------------- |
| 17 ноября   | Анталья, Турция $10,000 — Грунт Турнир 2014                           | Кристина Шмидлова 6-3 6-2                                     | Ирина Мария Бара                         |
| 17 ноября   | Анталья, Турция $10,000 — Грунт Турнир 2014                           | Алёна Фомина Екатерина Горгодзе Без игры                      | Наталья Костич Шанталь Шкамлова          |
| 17 ноября   | Касабланка, Марокко $10,000 — Грунт Турнир 2014                       | Коринна Дентони 6-2 7-5                                       | Пиа Кёниг                                |
| 17 ноября   | Касабланка, Марокко $10,000 — Грунт Турнир 2014                       | Хеорхина Гарсия-Перес Ольга Паррес-Аскойтиа 1-6 7-6(2) [10-7] | Маниша Фостер Лиза Сабино                |
| 17 ноября   | Нулес, Испания $10,000 — Грунт Турнир 2014                            | Ольга Саес Ларра 6-2 6-4                                      | Ивонн Кавалье Реймерс                    |
| 17 ноября   | Нулес, Испания $10,000 — Грунт Турнир 2014                            | Александра Нанкэрроу Ольга Саес Ларра 7-6(5) 7-6(5)           | Ивонн Кавалье Реймерс Анна Шаффнер-Риера |
| 17 ноября   | Сус, Тунис $10,000 — Хард Турнир 2014                                 | Виктория Томова 6-3 6-2                                       | Николь Мелихар                           |
| 17 ноября   | Сус, Тунис $10,000 — Хард Турнир 2014                                 | Натела Дзаламидзе Александра Корашвили 6-3 6-1                | Деа Хердзелас Елена Шимич                |
| 17 ноября   | Шарм-эш-Шейх, Египет $10,000 — Хард Турнир 2014                       | Воислава Лукич 7-6(5) 6-7(3) 6-3                              | Нина Стоянович                           |
| 17 ноября   | Шарм-эш-Шейх, Египет $10,000 — Хард Турнир 2014                       | Анна Моргина Нина Стоянович 5-7 6-1 [10-3]                    | Алина Михеева Мартина Прадова            |
| 17 ноября   | Завада, Польша $25,000 — Ковёр(i) Турнир 2014                         | Осеан Додан 7-5 6-4                                           | Елена Остапенко                          |
| 17 ноября   | Завада, Польша $25,000 — Ковёр(i) Турнир 2014                         | Ангелина Калинина Анна Шкудун 6-0 7-6(3)                      | Габриэла Хмелинова Каролина Мухова       |
| 17 ноября   | Асунсьон, Парагвай $50,000 — Грунт Турнир 2014                        | Бьянка Ботто 6-3 6-2                                          | Флоренсия Молинеро                       |
| 17 ноября   | Асунсьон, Парагвай $50,000 — Грунт Турнир 2014                        | София Луини Гваделупа Перес Рохас 6-3 6-3                     | Анастасия Пивоварова Патрича Мария Циг   |
| 17 ноября   | QNet Open Нью-Дели, Индия $50,000 — Хард Турнир 2014                  | Ивана Йорович 6-2 6-2                                         | Барбара Хаас                             |
| 17 ноября   | QNet Open Нью-Дели, Индия $50,000 — Хард Турнир 2014                  | Лю Чан Лу Цзяцзин 6-3 6-0                                     | Марина Мельникова Элизе Мертенс          |
| 17 ноября   | Dunlop World Challenge Тоёта, Япония $75,000+H — Ковёр(i) Турнир 2014 | Ан-Софи Местах 6-3 7-5                                        | Сюко Аояма                               |
| 17 ноября   | Dunlop World Challenge Тоёта, Япония $75,000+H — Ковёр(i) Турнир 2014 | Эри Ходзуми Макото Ниномия 6-3 7-5                            | Сюко Аояма Дзюнри Намигата               |

## Неделя 48
| Дата начала | Турнир                                          | Чемпионки (Счёт финала)                                  | Финалистки                             |
| ----------- | ----------------------------------------------- | -------------------------------------------------------- | -------------------------------------- |
| 24 ноября   | Анталья, Турция $10,000 — Грунт Турнир 2014     | Река-Луца Яни 6-4 6-0                                    | Екатерина Горгодзе                     |
| 24 ноября   | Анталья, Турция $10,000 — Грунт Турнир 2014     | Екатерина Горгодзе София Квацабая 7-6(3) 7-6(7)          | Река-Луца Яни Юлия Стаматова           |
| 24 ноября   | Астана, Казахстан $10,000 — Хард(i) Турнир 2014 | Екатерина Яшина 6-3 6-4                                  | Камила Керимбаева                      |
| 24 ноября   | Астана, Казахстан $10,000 — Хард(i) Турнир 2014 | Альбина Хабибулина Полина Меренкова 6-2 6-2              | Камила Керимбаева Екатерина Яшина      |
| 24 ноября   | Богота, Колумбия $10,000 — Грунт Турнир 2014    | Виктория Босио 7-6(3) 6-1                                | Андреа Кох Бенвенуто                   |
| 24 ноября   | Богота, Колумбия $10,000 — Грунт Турнир 2014    | Анна Броган Мария Фернанда Эрасо Гонсалес 5-7 6-4 [10-7] | Виктория Босио Даниэлла Рольдан        |
| 24 ноября   | Сус, Тунис $10,000 — Хард Турнир 2014           | Александра Корашвили 6-3 6-2                             | Манон Арканжоли                        |
| 24 ноября   | Сус, Тунис $10,000 — Хард Турнир 2014           | Аличе Бальдуччи Мартина Карегаро 7-6(2) 6-4              | Барбара Бонич Александра Корашвили     |
| 24 ноября   | Шарм-эш-Шейх, Египет $10,000 — Хард Турнир 2014 | Нина Стоянович 7-6(9) 6-3                                | Анастасия Прибылова                    |
| 24 ноября   | Шарм-эш-Шейх, Египет $10,000 — Хард Турнир 2014 | Анна Моргина Анастасия Прибылова 6-4 6-4                 | Шехадеви Редди Дхути Татачар Венугопал |

## Неделя 49
| Дата начала | Турнир                                          | Чемпионки (Счёт финала)                           | Финалистки                       |
| ----------- | ----------------------------------------------- | ------------------------------------------------- | -------------------------------- |
| 1 декабря   | Анталья, Турция $10,000 — Грунт Турнир 2014     | Пиа Кёниг 7-5 6-4                                 | Лина Джёрческа                   |
| 1 декабря   | Анталья, Турция $10,000 — Грунт Турнир 2014     | София Квацабая Шанталь Шкамлова Без игры          | Екатерина Горгодзе Настя Колар   |
| 1 декабря   | Богота, Колумбия $10,000 — Хард Турнир 2014     | Виктория Босио 1-6 6-0 6-1                        | Анна Броган                      |
| 1 декабря   | Богота, Колумбия $10,000 — Хард Турнир 2014     | Мелина Ферреро Карла Лусеро 6-4 3-6 [12-10]       | Виктория Босио Даниэлла Рольдан  |
| 1 декабря   | Джибути, Джибути $10,000 — Хард Турнир 2014     | Хэрриет Дарт 6-3 6-2                              | Наоми Тотка                      |
| 1 декабря   | Джибути, Джибути $10,000 — Хард Турнир 2014     | Магали Кемпен Франческа Стефенсон 7-6(7) 6-3      | Лора Дейджман Наоми Тотка        |
| 1 декабря   | Сус, Тунис $10,000 — Хард Турнир 2014           | Деа Хердзелас 6-7(4) 6-2 6-1                      | Мартина Карегаро                 |
| 1 декабря   | Сус, Тунис $10,000 — Хард Турнир 2014           | Деми Схюрс Келли Верстег 6-3 6-0                  | Вивьен Юхасова Тереза Маликова   |
| 1 декабря   | Тель-Авив, Израиль $10,000 — Хард Турнир 2014   | Барбора Штефкова 6-2 6-0                          | Дениз Хазанюк                    |
| 1 декабря   | Тель-Авив, Израиль $10,000 — Хард Турнир 2014   | Анна Бондарь Илка Чореги 6-1 6-3                  | Анна Богославец Эстер Мазури     |
| 1 декабря   | Шарм-эш-Шейх, Египет $10,000 — Хард Турнир 2014 | Анастасия Прибылова 7-5 6-2                       | Симона Гейнова                   |
| 1 декабря   | Шарм-эш-Шейх, Египет $10,000 — Хард Турнир 2014 | Никола Франкова Клаудиа Джовине 7-6(1) 4-6 [10-6] | Анна Моргина Анастасия Прибылова |
| 1 декабря   | Сантьяго, Чили $25,000 — Грунт Турнир 2014      | Бьянка Ботто 3-6 7-5 6-1                          | Флоренсия Молинеро               |
| 1 декабря   | Сантьяго, Чили $25,000 — Грунт Турнир 2014      | Лорен Альбанезе Алекса Гуарачи 6-4 6-1            | Фернанда Брито Эдуарда Пиай      |
| 1 декабря   | Мерида, Мексика $25,000+H — Хард Турнир 2014    | Патрича Мария Циг 3-6 6-3 6-1                     | Беатрис Хаддад Майя              |
| 1 декабря   | Мерида, Мексика $25,000+H — Хард Турнир 2014    | Татьяна Мария Рената Сарасуа 7-6(1) 6-1           | Джан Абаза Сюй Цзеюй             |

## Неделя 50
| Дата начала | Турнир                                          | Чемпионки (Счёт финала)                                  | Финалистки                             |
| ----------- | ----------------------------------------------- | -------------------------------------------------------- | -------------------------------------- |
| 8 декабря   | Анталья, Турция $10,000 — Грунт Турнир 2014     | Мелани Стокке 7-5 6-4                                    | Шанталь Шкамлова                       |
| 8 декабря   | Анталья, Турция $10,000 — Грунт Турнир 2014     | Ирина Мария Бара Диана Бузян 6-2 6-4                     | Магдалена Стоилковская Эльке Тиль      |
| 8 декабря   | Джибути, Джибути $10,000 — Хард Турнир 2014     | Франческа Стефенсон 6-7(5) 6-2 6-4                       | Ясмин Ебавы                            |
| 8 декабря   | Джибути, Джибути $10,000 — Хард Турнир 2014     | Тесса Андрианжафитримо Ашмита Исварамурти 3-6 6-1 [10-8] | Магали Кемпен Ван Сияо                 |
| 8 декабря   | Сус, Тунис $10,000 — Хард Турнир 2014           | Мартина Карегаро 6-4 6-0                                 | Тереза Маликова                        |
| 8 декабря   | Тель-Авив, Израиль $10,000 — Хард Турнир 2014   | Марта Пайгина 6-1 2-6 7-6(3)                             | Ольга Фридман                          |
| 8 декабря   | Тель-Авив, Израиль $10,000 — Хард Турнир 2014   | Юлия Хелбет Марта Пайгина 6-4 6-2                        | Валерия Патюк Керен Шломо              |
| 8 декабря   | Шарм-эш-Шейх, Египет $10,000 — Хард Турнир 2014 | Клартье Либенс 6-7(3) 6-2 6-4                            | Воислава Лукич                         |
| 8 декабря   | Шарм-эш-Шейх, Египет $10,000 — Хард Турнир 2014 | Эден Сильва Розали ван дер Хук 6-4 2-6 [10-5]            | Александра Гринчишина Екатерина Клюева |
| 8 декабря   | Лакхнау, Индия $15,000 — Трава Турнир 2014      | София Шапатава 6-3 6-2                                   | Анастасия Комардина                    |
| 8 декабря   | Лакхнау, Индия $15,000 — Трава Турнир 2014      | Анкита Райна Эмили Уэбли-Смит 6-2 6-4                    | Рушми Чакраварти Нидхи Чилумула        |
| 8 декабря   | Мерида, Мексика $25,000+H — Хард Турнир 2014    | Татьяна Мария 6-0 6-3                                    | Виктория Родригес                      |
| 8 декабря   | Мерида, Мексика $25,000+H — Хард Турнир 2014    | Татьяна Мария Рената Сарасуа 6-4 6-1                     | Андреа Гамис Валерия Савиных           |

## Неделя 51
| Дата начала | Турнир                                                    | Чемпионки (Счёт финала)                      | Финалистки                         |
| ----------- | --------------------------------------------------------- | -------------------------------------------- | ---------------------------------- |
| 15 декабря  | Гонконг $10,000 — Хард Турнир 2014                        | Лян Чэнь 6-3 7-5                             | Сунь Сюйлю                         |
| 15 декабря  | Гонконг $10,000 — Хард Турнир 2014                        | Чхве Джихи Ким На Ри 6-3 6-2                 | Нодзоми Фудзиока Мами Хасэгава     |
| 15 декабря  | Нави Мумбаи, Индия $25,000 — Хард Турнир 2014             | Нина Стоянович 3-6 6-1 6-4                   | Натела Дзаламидзе                  |
| 15 декабря  | Нави Мумбаи, Индия $25,000 — Хард Турнир 2014             | Деспина Папамихаил Нина Стоянович 7-6(5) 6-2 | Мияби Иноуэ Мики Миямура           |
| 15 декабря  | Кубок Анкары Анкара, Турция $50,000 — Хард(i) Турнир 2014 | Александра Крунич 3-6 6-2 7-6(6)             | Акгуль Аманмурадова                |
| 15 декабря  | Кубок Анкары Анкара, Турция $50,000 — Хард(i) Турнир 2014 | Екатерина Горгодзе Настя Колар 6-4 7-6(5)    | Александра Корашвили Елица Костова |

## Неделя 52
| Дата начала | Турнир                                        | Чемпионки (Счёт финала)                | Финалистки                             |
| ----------- | --------------------------------------------- | -------------------------------------- | -------------------------------------- |
| 22 декабря  | Гонконг $10,000 — Хард Турнир 2014            | Ян Чжаосюань 6-4 6-4                   | Чжу Линь                               |
| 22 декабря  | Гонконг $10,000 — Хард Турнир 2014            | Ян Чжаосюань Е Цююй 6-4 6-3            | Хон Сын Ён Кхан Со Кхюн                |
| 22 декабря  | Стамбул, Турция $10,000 — Хард(i) Турнир 2014 | Яна Фетт 6-2 6-4                       | Ольга Янчук                            |
| 22 декабря  | Стамбул, Турция $10,000 — Хард(i) Турнир 2014 | Яна Фетт Адрияна Лекай 6-3 6-4         | Айла Аксу Ипек Сойлу                   |
| 22 декабря  | Пуна, Индия $25,000 — Хард Турнир 2014        | Анкита Райна 6-2 6-2                   | Кэти Данн                              |
| 22 декабря  | Пуна, Индия $25,000 — Хард Турнир 2014        | Анна Моргина Нина Стоянович 7-6(7) 6-4 | Оксана Калашникова Анастасия Васильева |

## Неделя 53
| Дата начала | Турнир                             | Чемпионки (Счёт финала)                      | Финалистки         |
| ----------- | ---------------------------------- | -------------------------------------------- | ------------------ |
| 29 декабря  | Гонконг $10,000 — Хард Турнир 2014 | Мидзуно Кидзима 6-2 6-1                      | Акико Омаэ         |
| 29 декабря  | Гонконг $10,000 — Хард Турнир 2014 | Мана Аюкава Макото Ниномия 7-6(4) 2-6 [10-7] | Тан Хаочэнь Е Цююй |